# Narimantas

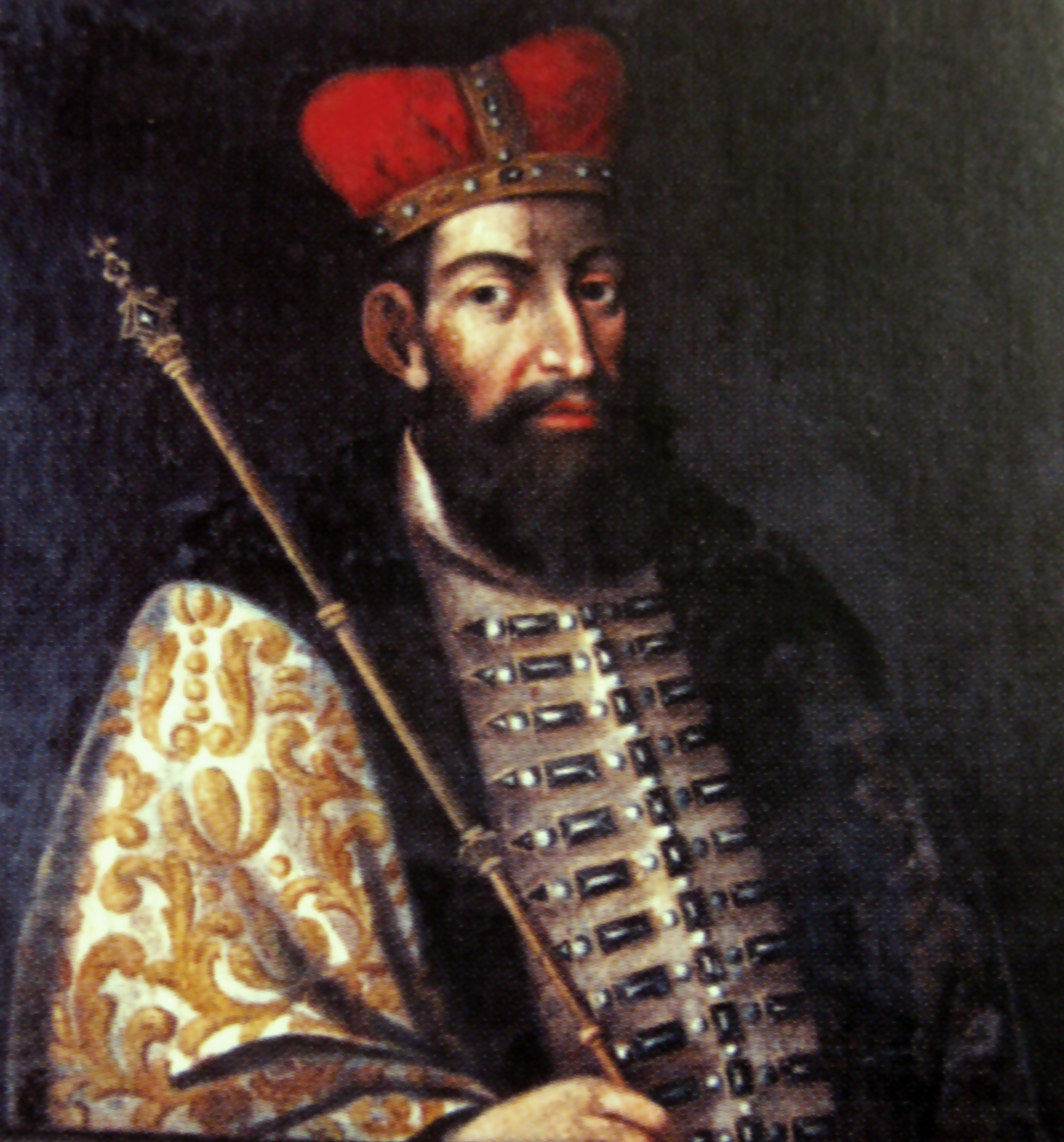
Narimantas, Fantasiedarstellung auf einem Gemälde von 1709

Narimantas oder Narimunt oder Narimund (* um 1294; † 2. Februar 1348), Taufname Gleb, war der zweite Sohn des litauischen Großfürsten Gediminas und Fürst von Polozk (1335(?)–1345) und Pinsk (um 1341–1348).

## Leben
Der Name seiner Mutter ist nicht überliefert. Auch sein Geburtsjahr ist unbekannt.
Zum Jahr 1331 wurde Narimantas erstmals erwähnt, als ihm die Herrschaft über die Republik Nowgorod zugesagt worden sein soll. 1333 erhielt er in Nowgorod vom dortigen Adel die Herrschaft über Ladoga, Oreschek, Korela und die Hälfte von Koporja.
Das Gebiet galt wahrscheinlich seitdem als selbstständiges Fürstentum Korela.
Vor 1338 übertrug Narimantas diese Herrschaft an seinen Sohn Alexander.
Einige Zeit hielt er sich beim Moskauer Großfürsten Iwan Kalita auf. Dieser hatte ihn aus einer Gefangenschaft bei der Goldenen Horde befreit.
Irgendwann nach 1335 übernahm Narimantas das Fürstentum Polozk. Als dessen Fürst schloss er gemeinsam mit dem Bischof Gregor von Polozk einen Vertrag mit Riga, von dem sein Siegel erhalten ist. Um 1390 wurde er in einem Vertrag zwischen dem Fürstentum Smolensk und Riga als „König von Polozk“ bezeichnet.
Spätestens 1341 wurde ihm das Fürstentum Pinsk von seinem Vater zugeeignet. Seit sein Bruder Jaunutis 1341 Großfürst von Litauen war, gehörte Narimantas zu den wichtigsten Fürsten in Litauen. Nach dessen Sturz 1345 floh er zur Goldenen Horde. Er verlor das Fürstentum Polozk.
1347 nahm er an einem litauischen Kriegszug gegen den Deutschen Orden teil. Am 2. Februar 1348 fiel er wahrscheinlich in der Schlacht an der Strėva.

## Nachkommen
Narimantas war verheiratet mit Anna Elisabeth, Tochter von Wasilko, Fürst von Slonim. Eine weitere Frau könnte eine Tochter des tatarischen Khans Tohtu gewesen sein.
Söhne waren
- Mikolajus (Michael), Fürst von Pinsk (1348– )
- Alexander ( –nach 1386), Fürst von Oreschek und Korela (1335/38– ), Fürst von Podolien
- Jurgis (Juri) ( –1392), Fürst von Bels (1340–1377)
- Patrikas ( –um 1387), Fürst von Oreschek und Korela (1383–1386),[13] Fürst von Starodub
- Simeon ( –nach 1386)